# Tillandsia erecta
Tillandsia erecta là một loài thực vật có hoa trong họ Bromeliaceae. Loài này được Gillies ex Baker miêu tả khoa học đầu tiên năm 1878.